# Hans Hunfeld
Hans Hunfeld (* 1. Juli 1936 in Meppen) ist emeritierter Professor für die Didaktik der englischen Sprache und Literatur an der Katholischen Universität Eichstätt-Ingolstadt.
Hunfeld ist Begründer der skeptischen Hermeneutik. Auf ihn geht das Schlagwort der Normalität des Fremden zurück. Hunfeld hat zahlreiche internationale Vortrags- und Seminarreisen unternommen und an der Erstellung von Lehrplänen und Lehrwerken mitgewirkt.

## Lebenslauf
- 1936: in Meppen geboren.
- Studium der Anglistik und Germanistik in Münster und Freiburg, danach sieben Jahre Gymnasiallehrer, im Anschluss wissenschaftlicher Mitarbeiter bzw. Assistent an der Universität Kiel und der Westfälischen Wilhelms-Universität Münster
- 1975: Ruf an die Universität Eichstätt auf den Lehrstuhl der Didaktik der englischen Sprache und Literatur
- 1984: Gastdozentur an der Universität Nanjing
- 1987: Gastdozentur an der Universität Istanbul
- Seit 2003 emeritiert

## Wichtigste Veröffentlichungen
- 1982: Englischunterricht 5-10. München: Urban & Schwarzenberg.
- 1990: Literatur als Sprachlehre. Ansätze zu einem hermeneutisch orientierten Fremdsprachenunterricht. München: Langenscheidt.
- 1996 (mit Hans-Eberhard Piepho): Elemente: Das Lehrwerk für Deutsch als Fremdsprache. Köln: Dürr + Kessler.
- 1998: Die Normalität des Fremden. 24 Briefe an eine Fremdsprachenlehrerin. Waldsteinberg
- 2004: Fremdheit als Lernimpuls: Skeptische Hermeneutik – Normalität des Fremden – Fremdsprache Literatur. Meran: Drava Verlag
- 2015: Zeit der fünften Männer. Wolnzach: Kastner